# Екубенко, Юрий Фёдорович
Юрий Фёдорович Екубенко (7 октября 1931 года — 1991 год) — российский скульптор-монументалист. Известен как автор ряда памятников в Перми и других городах Пермского края.

## Биография
Екубенко Юрий Фёдорович родился 7 октября 1931 года в городе Кушва Уральской области в семье рабочего. С 1948 по 1956 годы учился в Нижнетагильском художественно-промышленном училище с перерывом на службу в Советской Армии (1951—1954 гг.) младшим лейтенантом отделения связи пограничных войск в городе Брест. После училища в 1956—1959 годах работал научным сотрудником Березниковского историко-краеведческого музея им. И. Ф. Коновалова. Затем продолжил учёбу в Ленинграде. В 1965 году окончил отделение монументально-декоративного искусства Ленинградского высшего художественно-промышленного училища им. В. И. Мухиной, курс В. Л. Рыбалко. Получив квалификацию художника по архитектурно-декоративной скульптуре, переехал в город Пермь, где в 1965—1967 годы работал главным художником города, а с 1967 года — скульптором в Пермском отделении Художественного фонда РСФСР. С 1969 года — Член Союза художников СССР. Умер в июле 1991 года в Перми. Похоронен на Аллее № 7 Южного кладбища.
Произведения художника находятся в коллекциях Пермской государственной художественной галереи, Пермского краевого краеведческого музея, Березниковского историко-художественного музея им. И. Ф. Коновалова и частных коллекциях.

## Семья
Сын Александр Юрьевич (р. 1959), скульптор, резчик, художник.

## Известные работы

«Героям гражданской войны»

- Скульптурная группа «Ленин и Горький» перед Учебным корпусом № 2 ПГНИУ в Перми (1961)[4].
- Контррельеф на фасаде здания Пермской краевой библиотеки им. А. М. Горького (1966, в соавторстве с Г. М. Вяткиным)[5].
- Мемориал борцам революции в Горнозаводске (1967).
- Мемориал Воину-освободителю в Добрянке (1969).
- Памятник рабочим и служащим судоремонтного завода, погибшим в годы Великой Отечественной войны в Перми (1975)[4].
- Мемориал «Скорбящая» на Егошихинском кладбище в Перми (1975, архитекторы А. П. Загородников и  М. И. Футлик)[4].
- Мемориал «Солдатам и командирам 22-го Кизеловского полка» в Кизеле (1977).
- Бюст Я. М. Свердлова на пересечении Комсомольского проспекта и улицы Чкалова в Перми (1977)[4].

- Монумент «Героям гражданской войны» в сквере им. Решетникова (1985, архитектор М. И. Футлик)[4].
- Бюст И. П. Павлова в составе скульптурной группы «Отцы медицины» в Перми (1979-1986)[4].

## Выставки
- Всесоюзная выставка произведений молодых художников (1967, Москва).
- Зональные выставки «Урал социалистический» (1967, Пермь; 1969, Челябинск; 1979, Тюмень).